# Aristotele Onassis
Aristotele Socrate Omero Onassis (in greco Αριστοτέλης Σωκράτης Όμηρος Ωνάσης?, Aristotèlis Sokràtis Òmiros Onàsis; Smirne, 15 gennaio 1906 – Neuilly-sur-Seine, 15 marzo 1975) è stato un armatore, imprenditore e socialite greco con cittadinanza argentina.

## Biografia
Aristotele Onassis nacque il 15 gennaio 1906 a Karataş, un sobborgo di Smirne, in Turchia, da Socrate e Penelope Dologlou, entrambi greci. Aristotele Onassis aveva una sorella, Artemis, e due sorellastre, Kalliròi e Meròpi, nate dal secondo matrimonio del padre dopo la morte di Penelope, avvenuta quando quest'ultima aveva 33 anni. Socrate Onassis proveniva dal villaggio di Moutalasski (ora denominato Talas), in Cappadocia, nell'attuale provincia di Kayseri (Turchia centrale). La sua era una famiglia povera, reduce dal massacro perpetrato dai turchi per riconquistare la sua città natale. Ancora adolescente, Onassis venne imprigionato, torturato e condannato a morte. Riuscì però a liberarsi e a fuggire in Argentina, nel 1923, con in tasca solo 60 dollari, dedicandosi all'importazione di tabacco orientale.
A Buenos Aires il giovane intraprendente greco venne poi assunto come telefonista e, grazie a quest'impiego, poté ascoltare le conversazioni di uomini di affari e fare investimenti, che gli fruttarono moltissimo denaro. Nel 1928 era diventato console generale greco. Nel 1932, in piena depressione economica, Onassis comprò alcune navi da un'azienda canadese in bancarotta per soli 120 000 dollari. Investì molto del denaro ricavato per costruire e acquistare navi petroliere. Arrivò così a formare una delle flotte più grandi del mondo. Quando il mercato dei noli vide un rialzo, Onassis iniziò una prosperosa e fortunata attività di armatore che non conobbe rallentamenti neanche durante la seconda guerra mondiale. Il prezzo con cui forniva le sue navi agli Alleati era altissimo. Nel 1954 l'FBI indagò sull'armatore per frode ai danni degli Stati Uniti e lo fece condannare a un risarcimento di 7 milioni di dollari.
Ma Onassis non si fermò e nel 1957 creò la compagnia aerea Olympic Airways (successivamente rinominata Olympic Air) e si occupò anche della costruzione della Olympic Tower di New York. L'armatore era ormai uno degli uomini più ricchi e potenti del mondo: arrivava a controllare da vicino l'economia e le scelte del Principato di Monaco. La tensione diplomatica era altissima: Grace Kelly fu una sua fiera oppositrice. Nel 1967 finì col cedere ai principi il pacchetto di maggioranza della Société des Bains de Mer.
Intanto, nel 1946, aveva sposato Athina Mary Livanos, figlia dell'armatore Stavros Livanos, con la quale entrò attivamente a far parte dell'alta società europea. Dalla Livanos ebbe due figli, Alexander (1948-1973) e Christina. Il suo ruolo di importante uomo d'affari non lo teneva comunque lontano dalla vita mondana. Fu spesso presente in Italia: nel 1957, dopo aver divorziato da Athina, incontrò Maria Callas, celebre soprano sua conterranea, anche se nata negli Stati Uniti. Il loro primo incontro avvenne nel 1957 a una colazione a base di pesci fritti e champagne, con i camerieri vestiti da gondolieri, tenutasi sulla spiaggia del Lido di Venezia organizzata dalla contessa Anna di Castelbarco e dalla giornalista e scrittrice di gossip Elsa Maxwell. Iniziò, nel 1959, una relazione con lei; fu un amore tormentato.
L'armatore ricevette il soprannome di "collezionista di donne celebri".
Nel 1968 Onassis terminò la relazione con la cantante: sposò infatti la vedova del presidente degli Stati Uniti John F. Kennedy, Jacqueline. Il matrimonio tra Jacqueline e l'armatore evidentemente non funzionò bene: la coppia raramente trascorreva il tempo insieme più del minimo garantito dal rigido contratto prematrimoniale che i due avevano stilato e Jacqueline finì per dedicarsi ai viaggi e allo shopping. Nonostante Onassis si trovasse bene con i figliastri Caroline e John (il figlio Alexander diede al giovane John le prime lezioni di volo e, per ironia del destino, entrambi sono morti in seguito a incidenti aerei), la figlia Christina Onassis non legò mai con Jacqueline. Il 23 gennaio 1973 Alexander, l'unico figlio maschio, morì in seguito alle ferite riportate in un incidente aereo. In cattive condizioni di salute a causa di una malattia cronica, la miastenia gravis, e abbattuto dalla morte del figlio, Aristotele Onassis morì il 15 marzo 1975 a Neuilly-sur-Seine, dopo un intervento resosi necessario a causa di un'infezione. Pochi giorni prima aveva ricevuto un'ultima visita della Callas al suo capezzale. La figlia Christina morì il 19 novembre 1988 a soli 37 anni per edema polmonare. La salma venne rimpatriata in Grecia ed inumata nel cimitero di Skorpios.
La sua fortuna fu stimata nel 1975 in circa 1000 milioni di dollari del tempo, pari oggi a circa 4,266 miliardi di dollari.
Onassis è stato il proprietario del Christina O, considerato uno degli yacht più lussuosi del mondo e anche dell'isola di Skorpios, non visitabile, nella quale è stato sepolto.

## Onassis nellafiction
- Il magnate greco (The Greek Tycoon), 1978, film di J. Lee Thompson con Anthony Quinn e Jacqueline Bisset.
- Onassis, l'uomo più ricco del mondo (Onassis: The Richest Man in the World), 1988, miniserie televisiva di Waris Hussein con Raúl Juliá e Jane Seymour.
- Callas e Onassis, 2005, miniserie televisiva di Giorgio Capitani con Luisa Ranieri, Gérard Darmon e Serena Autieri.
- Maria, film del 2024 diretto da Pablo Larraín